# Rally Costa Brava de 1983
El Rally Costa Brava de 1983, oficialmente 31.º Rally Costa Brava, fue la trigésimo primera edición, la quinta cita de la  temporada 1983 del Campeonato de Europa de Rally y la primera de la temporada 1983 del Campeonato de España de Rally. Se celebró del 18 al 20 de febrero y contó con un itinerario de 519 km cronometrados.

## Clasificación final
| Pos.    | Piloto             | Copiloto          | Automóvil            | Tiempo  | Diferencia |
| General | General            | General           | General              | General | General    |
| ------- | ------------------ | ----------------- | -------------------- | ------- | ---------- |
| 1.      | Miki Biasion       | Tiziano Siviero   | Lancia 037 Rally     | 7:15:23 | 0.0        |
| 2.      | Antonio Zanini     | Víctor Sabater    | Talbot Sunbeam Lotus | 7:24:30 | +9:07      |
| 3.      | Beny Fernández     | José Luis Sala    | Porsche 911 SC       | 7:42:16 | +26:53     |
| 4.      | Robert Cat         | Alain Florès      | Citroën Visa Chrono  | 8:07:12 | +51:49     |
| 5.      | René Sarrazin      | Albert Neyron     | Renault 5 Turbo      | 8:10:15 | +54:52     |
| 6.      | Carles Santacreu   | Antonio Santacreu | Opel Ascona B 2.0 SR | 8:11:37 | +56:14     |
| 7.      | Josep Frigola      | Carles Bou        | Renault 5 Alpine     | 8:40:04 | +1:24:41   |
| 8.      | Jean-Louis Ravenel | Bernard Boulay    | Citroën Visa Chrono  | 8:44:26 | +1:29:03   |
| 9.      | Octavi Candela     | Josep María Arbos | Volkswagen Golf GTi  | 8:52:50 | +1:37:27   |
| 10.     | Francesc Xufré     | Manuel Molina     | Volkswagen Golf GTi  | 8:55:27 | +1:40:04   |
| España  |                    |                   |                      |         |            |
| 1.      | Antonio Zanini     | Víctor Sabater    | Talbot Sunbeam Lotus | 7:24:30 | 0.0        |
| 2.      | Beny Fernández     | José Luis Sala    | Porsche 911 SC       | 7:42:16 | +17:46     |
| 3.      | Carles Santacreu   | Antonio Santacreu | Opel Ascona B 2.0 SR | 8:11:37 | +47:07     |